# Gottlob Ludwig Rabenhorst
Gottlob Ludwig Rabenhorst (ur. 22 marca 1806 w Treuenbrietzen, zm. 24 kwietnia 1881 w Miśni) – niemiecki farmaceuta, botanik i mykolog.

## Życiorys
W latach 1822–1830 uczył się w Bad Belzig i w Berlinie. W 1831 r. ożenił się. Do 1840 r. pracował jako farmaceuta w Luckau. Od 1840 r. mieszkał w Dreźnie. W 1841 roku uzyskał doktorat na Uniwersytecie w Jenie. W 1875 r. przeprowadził się do pobliskiej Miśni, gdzie zmarł kilka lat później.

## Praca naukowa
Znany jest ze swoich badań flory roślin zarodnikowych Europy Środkowej. Najbardziej znanym jego dziełem jest Kryptogamen-Flora von Deutschland dr. L. Rabenhorsta, Oesterreich und der Schweiz. Był jednym z bardziej znanych niemieckich mykologów. W latach 1852–1878 redagował czasopismo naukowe Hedwigia. Wraz z Alexandrem Braunem (1805–1877) i Ernstem Stizenbergerem (1827–1895) był redaktorem zbioru eksykatów Die Characeen Europas.
Opisał nowe taksony roślin i grzybów. W ich naukowych nazwach dodawany jest skrót jego nazwiska Rabenh.